# Zac Seljaas
Zachary Todd Seljaas (* 11. Juli 1997 in Bountiful (Utah)) ist ein US-amerikanischer Basketballspieler.

## Werdegang
Seljaas spielte als Heranwachsender für die Schulmannschaft der Bountiful High School. Im Spielbetrieb der Amateur Athletic Union (AAU) war sein Vater Gary Seljaas bei der Mannschaft Utah Prospects sein Trainer. 2015 wechselte Zac Seljaas an die Brigham Young University. Dort studierte er bis 2020. Seinen besten Punktwert als Spieler der Hochschulmannschaft erreichte er in der Saison 2015/16 (7,6 je Begegnung). In der Saison 2016/17 setzte er wegen seines Missionsdienstes aus.
Seine Laufbahn als Berufsbasketballspieler begann er im Frühjahr 2021 bei BC Prievidza in der Slowakei. Für den Erstligisten bestritt er in der Saison 2020/21 fünf Ligaspiele (13,4 Punkte je Begegnung). Im Spieljahr 2021/22 stand Seljaas bei BC Vera Tiflis in Georgien unter Vertrag und war mit 22,1 Punkten je Begegnung der beste Korbschütze der Mannschaft.
2022 unterschrieb er einen Vertrag beim deutschen Zweitligisten Tigers Tübingen. Er wurde mit der Mannschaft Vizemeister, was den Aufstieg in die Basketball-Bundesliga bedeutete. Seljaas wurde von der 2. Bundesliga als bester Spieler der Meisterrunde 2023 ausgezeichnet. In 43 Spielen für Tübingen kam er auf einen Durchschnitt von 16,9 Punkten, er traf eine Gesamtzahl von 87 Dreipunktewürfen. Bundesligist Würzburg Baskets gab im Juni 2023 Seljaas’ Verpflichtung bekannt. Zu seinem äußerlichen Markenzeichen wurde in seiner Zeit in Deutschland sein Vokuhila-Haarschnitt. Mit Würzburg, wo er Mannschaftskapitän wurde, erreichte er 2024 und 2025 jeweils das Halbfinale um die deutsche Meisterschaft.
In der Sommerpause 2025 wechselte er zu ASVEL Lyon-Villeurbanne nach Frankreich.

## Persönliches
Seljaas entstammt einer basketballbegeisterten Familie, seine Vorfahren kamen aus Norwegen. Im Anschluss an das Spieljahr 2015/16 legte er eine Basketballpause ein und trat im US-Bundesstaat Iowa für die Kirche Jesu Christi der Heiligen der Letzten Tage eine Stelle als Missionar an.